# ببر را نجات بده
ببر را نجات دهید (به انگلیسی: Save the Tiger) فیلمی ۱۰۰ دقیقه‌ای به کارگردانی جان جی آویلدسن با بازی جک لمون است.